# Chindwin
Der Chindwin (birmanisch ချင်းတွင်းမြစ်) ist ein orografisch rechter Nebenfluss des Irawadi in Myanmar (Birma) und hat eine Länge von ca. 840 Kilometern.

## Flusslauf
Der Chindwin ist der westlichste Zubringer des Irrawaddy und wird seinerseits von mehreren Quellflüssen gespeist, darunter dem Tanai, dem Tawan und dem Taron. Sie entspringen im Norden Myanmars, im Grenzgebiet zu Indien, in den Patkai-Bergen und in der Kumon-Range. Der Chindwin nimmt erst einen nordwestlichen Verlauf durch das Hukawng-Tal und wendet sich dann Richtung Süden. In der Nähe der Stadt Myingyan mündet er in den Irawadi, den größten Fluss Myanmars.

## Schiffbarkeit
Ab der Stadt Homalin sind rund 650 Kilometer mit Schiffen befahrbar. Während des Sommermonsuns sind es sogar noch etliche Kilometer mehr.

## Hsinbyushin-Brücke
Die Hsinbyushin-Brücke ist eine 1.850 Meter lange Brücke über den Chindwin und überführt die Fernstraße Chaung-U–Pakokku sowie die Bahnstrecke Sagaing–Magwe.

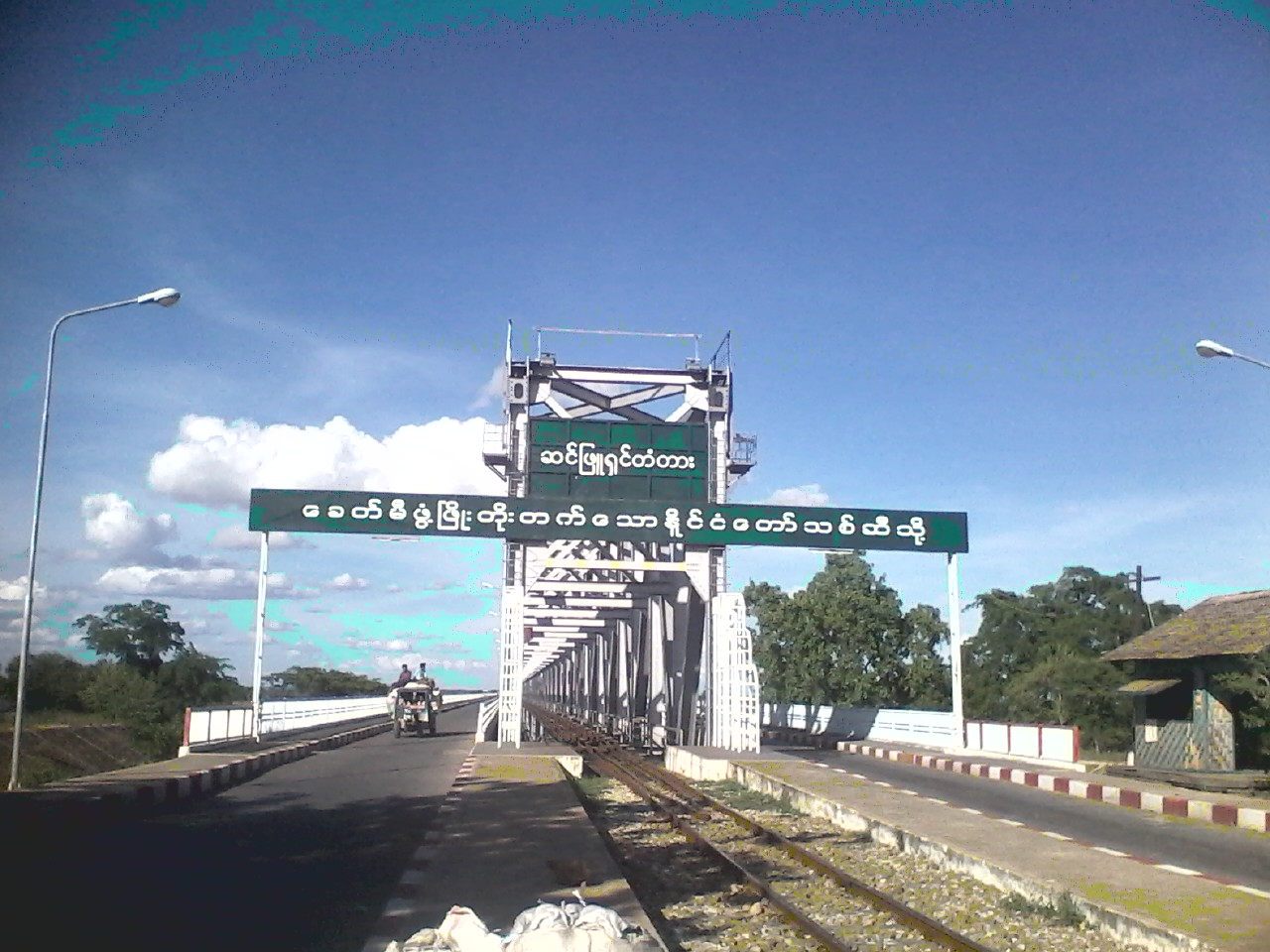
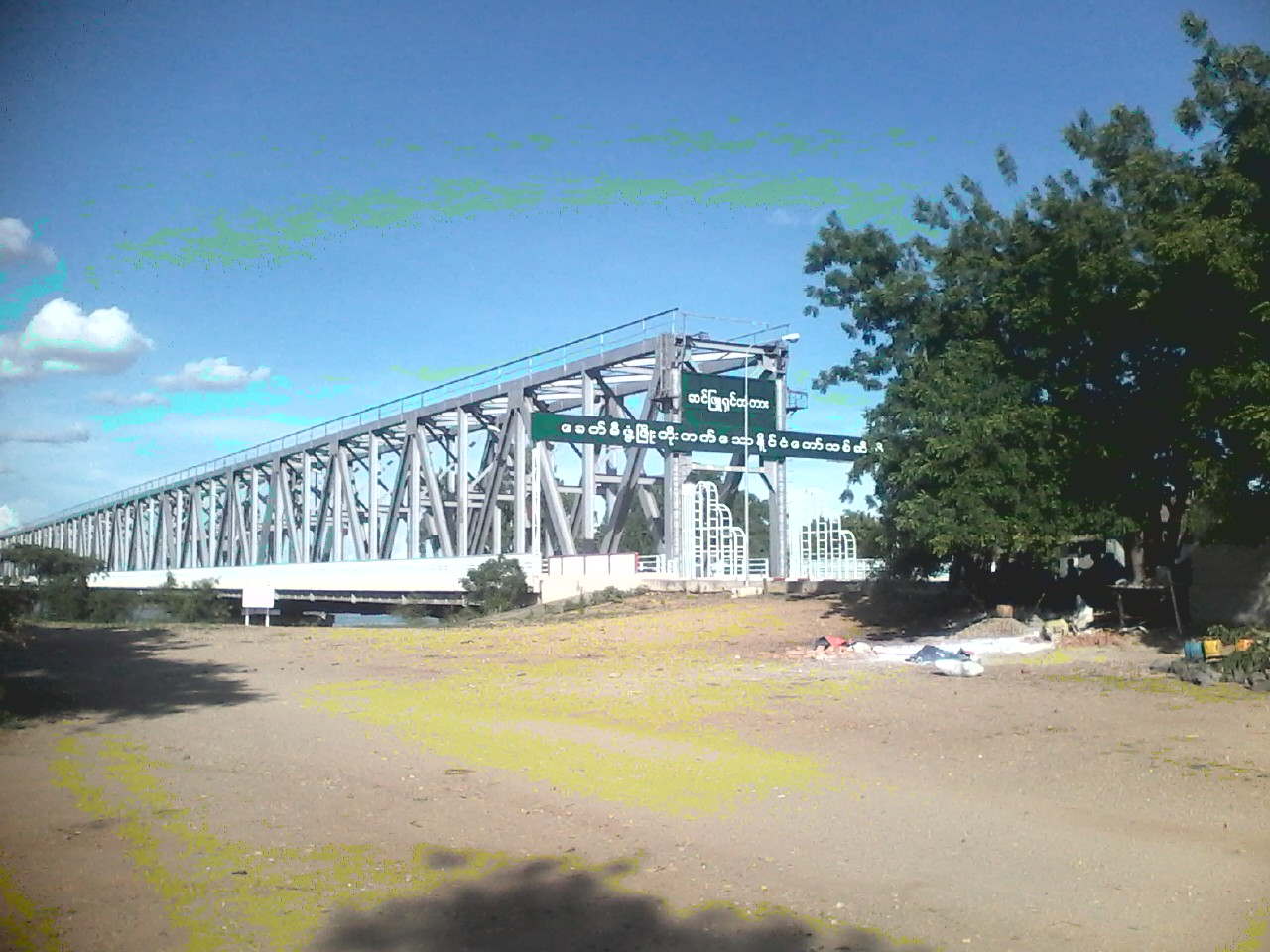
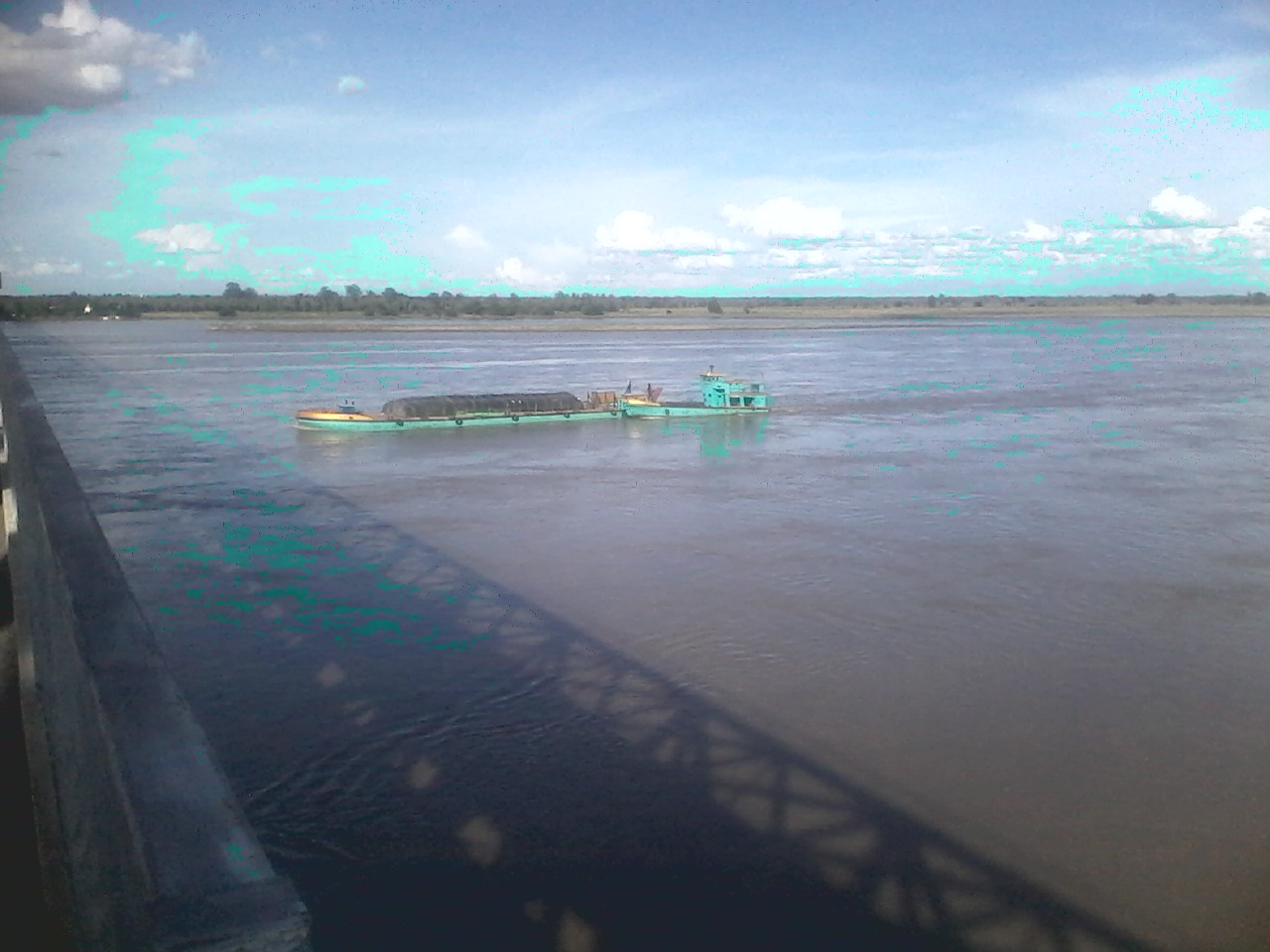